# Otto von Emmich
Albert Theodor Otto Emmich (desde 1913 von Emmich) (4 de agosto de 1848 - 22 de diciembre de 1915) fue un general prusiano.

## Biografía
Emmich era el hijo de un Oberst (Coronel). Contrajo matrimonio con Elise Pauline Sophie (*1855), hija de Karl von Graberg. Nacido en Minden, Emmich entró en el Ejército prusiano en 1866. Veterano de la Guerra franco-prusiana, fue promovido a mayor-general en 1901 y se le dio el mando de la 31.ª Brigada de Infantería. En 1905 fue promovido a teniente general y se le dio el mando de la 10.ª División. Recibió el rango de general de infantería en 1909, y fue puesto al mando del X Cuerpo de Ejército en Hannover.
Durante los primeros días de la I Guerra Mundial en Europa en 1914, le fue dado el mando de un ejército provisional, el Éjercito del Mosa, que fue formado explícitamente con la tarea especial de tomar los fuertes de Lieja y asegurar las carreteras de la invasión en Bélgica para los ejércitos regulares alemanes.
La Batalla de Lieja empezó poco después de la mañana del 5 de agosto de 1914 cuando el bombardeo alemán empezó sobre los fuertes orientales belgas. Esto marca cronológicamente la primera batalla en tener lugar durante la Primera Guerra Mundial, empezando poco antes que la Batalla de Mulhouse. Las tropas imperiales germanas se vieron obligadas a atrincherarse y arrojar artillería de asedio pesada. Puso sitio a Lieja, donde entró el 7 de agosto de 1914 pero los últimos fuertes solo se rindieron el 16 de agosto de 1914.
Después de la caída de Lieja, Emmich volvió al mando de un cuerpo y combatió en el Marne y en la guerra de trincheras en las cercanías de Reims. En abril de 1915 Emmich fue transferido al frente oriental donde combatió en la Ofensiva de Gorlice-Tarnów.
Emmich fue ennoblecido en 1913. Murió de arteriosclerosis en Hanover.

## Condecoraciones
- Gran Cruz de la Orden del Águila Negra
- Orden de la Corona, 1.ª clase (Prusia)
- Cruz de Hierro de 1870, 2.ª clase
- Pour le Mérite (7 de agosto de 1914) conjuntamente con Erich Ludendorff por la toma de Lieja; Hojas de roble añadidas a la Pour le Mérite el 14 de mayo de 1915